# Argument de Sant Antoni a Artà
Els Arguments de Sant Antoni a Artà o, simplement, s'Argument, són una sèrie llarga de gloses de sis versos octosíl·labs fent un glosat de setanta a cent estrofes, compostes per un mateix glosador en les quals es fa una crònica dels principals esdeveniments de l'any. És cantat públicament a la Plaça Major d'Artà per les festes de Sant Antoni, en haver beneït les bísties.
El primer Argument de què es té constància és de 1784 “d’autor desconegut”. Entre 1937 i 1946 la Guerra Civil el va interrompre i es va deixar de cantar cinc vegades.
Els "cantadors de s'Argument" eren joves amb bona veu que el glosador que havia compost s'Argument triava per què el cantassin el diumenge de la festa. Solien ser quatre i durant l'acompanyada a beneïdes anaven dins un carro triomfal.
Alguns dels glosadors que han compost s'Argument al llarg del segle xix i XX són Maria Esteve, Francesc Femenies "Gurries", Joan Ferrer "Vermell", Antoni Ginard "Butler", Jaume Guiscafrè Llull, Antoni Llabrés "Capeller", Antoni Massanet "Barrió", Bernat Pons "Llubí", Mateu Riera "Molinet", Joan Sansó "Geneca", Antoni Sureda "Xoriguer", Jaume Terrassa "des Pont" i Llorenç Terrassa "de Son Boiet". Des de l'any 2006 l'escriu Joana Aina Ginard Brunet 'Butlera', que va substituir el seu pare, Antoni Ginard "Butler", en aquesta tasca.